# 수업계획
수업계획(授業計劃, lesson plan)은 수업에 대한 교수의 세세한 강의 설명이다.
수업계획은 어떠한 수업모형의 계획을 계획하느냐 하는 것은 수업결과의 성공 여부를 결정할 만큼 중요하다. 조이스(B. R. Joyce) 등은 수업모형을 교육과정이나 교과를 형성하는 데, 교육자료를 개발하는 데, 그리고 교사의 활동을 인도하는 데 중요한 양식이 되며, 이론적인 계획이라고 했다. 따라서 수업할 교재의 내용에 따라 수업계획도 어떤 모형의 수업과정을 밟느냐에 따라 그 효과에는 많은 차이가 있는 것이다. 그러나 여기에서 한 가지 주의깊게 강조할 일은 어떤 교과 어떤 교재에 어느 한 가지 수업모형만이 최적의 형태일 수는 없다. 여러 형태의 수업모형을 교과·교재·학생들의 실정에 맞도록 적절하게 요리함으로써만이 충분한 학습효과를 거둘 수 있다.

## 같이 보기
- 교육과정